# Anna Veith
Anna Veith (nascida Fenninger, Salzburgo, Áustria 18 de junho de 1989), é uma esquiadora austríaca de esqui alpino.
Nos Jogos Olímpicos de Inverno de 2014 ela ganhou a medalha de ouro na prova de Super-G. Ela também conquistou a prata na prova de Slalom Gigante. 
No Mundial de 2015 realizado em Vail e Beaver Creek, Anna conquistou o ouro nas provas de Super-G e de Slalom Gigante e a prata no Downhill.
Ela venceu na classificação geral e ganhou o Globo de Cristal da temporada de 2013/14 da Copa do Mundo de Esqui Alpino, sendo que também venceu a classificação e o respectivo Globo de Cristal na disciplina do Slalom Gigante.  